# Тэнди Марч, Уолтер
Уолтер Тэнди Марч (англ. Walter Tandy Murch, 17 августа 1907, Торонто — 12 декабря 1967) — канадский и американский живописец, мастер натюрморта. Рисовал детали машин, часы, сломанные куклы, лампочки и другие предметы промышленности и науки, что приводило к необычному сочетанию в картинах реализма и абстракции. Изображение объектов как будто через замёрзшее стекло позволило провести параллели с творчеством Жан-Батиста Шарден, а изображение необычно повреждённых поверхности напоминает творчество абстрактных экспрессионистов начала XX века.

## Жизнь и карьера
Марч родился и вырос в Торонто, провинция Онтарио, в семье Клары Луизы (Тэнди) и Уолтера Марча. В середине 1920-х годов он учился в художественном колледже Онтарио у Артура Лисмера, члена "Группы семи" - группы художников-импрессионистов и постимпрессионистов, в основном активных с 1910 по 1940 год. Марч переехал в Нью-Йорк в 1927 году и учился в нью-йоркской художественной студенческой лиге под руководством Кеннета Хейса Миллера, а позже вместе с Аршилом Горьким в Большой Центральной школе искусств.